# Dimorphotricha
DimorphotrichaT is een monotypisch geslacht van schimmels uit de familie Hyaloscyphaceae. Het bevat alleen Dimorphotricha australis.